# Карада (село)
Карада — село в Тляратинском районе Дагестана. Входит в сельское поселение сельсовет Шидибский.

## География
Расположено в 12 км к северо-северо-западу от районного центра — села Тлярата, на реке Сараор.

## История
5 мая 2023 года село «Карадла» переименовано в «Карада».

## Население
| 1869 | 1888 | 1895 | 1926 | 1939 | 1970 | 1989 | 2002 | 2010 |
| ---- | ---- | ---- | ---- | ---- | ---- | ---- | ---- | ---- |
| 42   | ↘38  | ↗48  | ↘23  | ↗26  | ↘24  | ↗27  | ↘18  | ↗34  |
| 2021 |      |      |      |      |      |      |      |      |
| ↘14  |      |      |      |      |      |      |      |      |